# بارجال
بارجال (بالصومالية: Baargaal)‏هي مدينة تقع في شمال شرق منطقة باري في الصومال.

## موقعها
تقع بارجال في مقاطعة باري الجبلية في ولاية أرض البنط شبه المستقلة. وهي بمثابة مركز قضاء بارجال.

## نظرة عامة
كانت بارجال عاصمة موسمية لسلطنة مجرتين في فترة ما قبل الاستقلال. وفي يونيو 2007 وقعت بها معركة بارجال.
في عام 2012 أعلنت هيئة الطرق السريعة في أرض البنط عن مشروع لربط بارجال والمدن الساحلية الأخرى بالطريق السريع الإقليمي الرئيسي. حيث يربط المدن الرئيسية في الجزء الشمالي من الصومال مثل بوصاصو وجالكعيو وغاروي مع البلدات في الجنوب.

## التركيبة السكانية
حسب إحصاء عام 2016 كان عدد سكان بارجال حوالي 53200 نسمة.

## التعليم
في بارجال عدة المؤسسات الأكاديمية، فهناك 3 مدارس ابتدائية ومدرسة ثانوية ومعهد في قضاء بارجال.